# HD 117618 b
HD 117618 b (Noifasui) – planeta orbitująca wokół gwiazdy HD 117618 (Dofida). Została odkryta w 2004 roku. Jest małym gazowym olbrzymem, którego masa wynosi 1/5 masy Jowisza.

## Nazwa
Planeta ma nazwę własną Noifasui, co oznacza „obiegać” w języku nias (przedrostek „no” wskazuje, że czynność zaczęta w przeszłości trwa też obecnie). Nazwa została wyłoniona w konkursie zorganizowanym w 2019 roku przez Międzynarodową Unię Astronomiczną w ramach stulecia istnienia organizacji. Uczestnicy z Indonezji mogli wybrać nazwę dla tej planety. Spośród nadesłanych propozycji zwyciężyła nazwa Noifasui dla planety i Dofida dla gwiazdy.